# Tautua
Tautua és una paraula en samoà que expressa la tradició cultural de servei a la família o aiga i específicament als ali'i o títols de la família; també pot significar qualsevol servei d'un individu a una causa més gran. Tautua es reflecteix en el proverbi samoà o le ala i le pule o le tautua (el camí cap al lideratge és a través del servei). Tautua pot significar contribucions monetàries i materials a fa'alavelave, que signifiquen esdeveniments importants de la família extensa com ara casaments o funerals, però més sovint significa treball, com ara netejar i preparar funcions familiars, cuinar, tenir cura de la gent gran i els nens de la família extensa, conrear en plantacions familiars, etc.